# 最近類地太陽系外行星列表
最近類地太陽系外行星列表中包含距離地球50光年內的類地（岩石）太陽系外行星系統。
他們主要可能由矽酸鹽岩石和（或）金屬所構成。類地行星在太陽系中是最接近太陽的內行星。
大多數列表中的行星的陸地成分尚未有科學共識，表中僅列出可能的陸地成分。
2012年9月，天文學家宣布 發現兩個行星環繞格利澤163，其中一顆格利澤163c，質量約地球的6.9倍，比地球還熱，被認為位於適居帶中。